# Tiso strandi
Tiso strandi là một loài nhện trong họ Linyphiidae.
Loài này thuộc chi Tiso. Tiso strandi được Gábor von Kolosváry miêu tả năm 1934.